# Tomakomai
Tomakomai (japanska: 苫小牧市?, Tomakomai-shi) är en stad i Hokkaido prefektur i Japan. Staden fick stadsrättigheter 1948.